# Cyanistes
Cyanistes – rodzaj ptaków z rodziny sikor (Paridae).

## Zasięg występowania
Rodzaj obejmuje gatunki występujące w Eurazji i północnej Afryce.

## Morfologia
Długość ciała 11–14 cm; masa ciała 7,5–16 g.

## Systematyka
Rodzaj zdefiniował w 1829 roku niemiecki paleontolog i przyrodnik Johann Jakob Kaup w publikacji swojego autorstwa o tytule Skizzirte Entwickelungs-Geschichte und natürliches System der europäischen Thierwelt. Kaup nie wskazał gatunku typowego; w ramach późniejszego oznaczenia w 1842 roku brytyjski ornitolog George Robert Gray na typ nomenklatoryczny wyznaczył sikorę lazurową (C. cyanus).   

### Etymologia
Cyanistes (Cyanites, Cyanetes): gr. κυανιζω kuanizō „być ciemnoniebieskiego koloru”.

### Podział systematyczny
Do rodzaju należą następujące gatunki:
- Cyanistes caeruleus (Linnaeus, 1758) – modraszka zwyczajna
- Cyanistes teneriffae (Lesson, 1831) – modraszka kanaryjska
- Cyanistes cyanus (Pallas, 1770) – sikora lazurowa